# Jasna Koteska
Jasna Koteska (mac. Јасна Котеска; ur. 1970 w Skopju) – północnomacedońska literaturoznawczyni, profesorka na Uniwersytecie Świętych Cyryla i Metodego w Skopju.

## Życiorys
Córka poety Jowana Koteskiego. Ukończyła studia magisterskie z zakresu literatury w Skopju w 1999 roku oraz gender studies w Budapeszcie w 2000 roku. Uzyskała tytuł doktora nauk o literaturze w 2002 roku w Skopju. Pracuje jako profesorka na Uniwersytecie Świętych Cyryla i Metodego w Skopju. 

## Dorobek naukowy
Zajmuje się psychoanalizą teoretyczną, teorią literatury i gender studies; interesują ją m.in. takie tematy, jak: intymność, trauma, komunizm, filozofia i literatura XIX wieku, zajmowała się m.in. twórczością Franza Kafki czy Sørena Kierkegaarda. Opublikowała ponad 200 artykułów. 

### Publikacje (wybór)
- Македонско женско писмо trl. Makedonsko žensko pismo (2003)[4]
- Sanitarna enigma (2006)[1]
- Komunistička intima (2008)[1]
- Rana psihoanaliza (2013)[1]
- Kierkegaard on Consumerism (2016)[5]